# 世界十大杰出青年
世界十大杰出青年（英語：Ten Outstanding Young Persons of the World）是由国际青年商会发起，每年评选在所选领域做出杰出贡献的青年人。

## 历史
1983年创建，各个国家或地区的分支机构每年会评选出当地十大杰出青年，国际青年商会评审团再从提交的名单中选取十位世界级别的十大杰出青年。

## 类别
- 商业、经济和创业成就
- 政治、法律和政府事务
- 学术领导力和成就
- 文化成就
- 道德和环境领导力
- 对儿童、世界和平和人权的贡献
- 人道主义和志愿领导力
- 科学和技术发展
- 个人进步和成就
- 医学创新